# Ruthven Water
Der Ruthven Water ist ein rechter Nebenfluss des Earn in Perth and Kinross im Osten Schottlands. Er entspringt in den Ochil Hills am Nordwesthang des Berges The Seat. Sein Oberlauf führt ihn in nördlicher Richtung entlang der A823 durch das Tal Gleneagles. Nach Passieren von Gleneagles House und Gleneagles Chapel erreicht er die Überreste von Gleneagles Castle, wo er den Lauf der Straße verlässt und nach Nordosten abknickt. Ab hier schneidet er sich bis zu etwa 60 Meter tief in die Landschaft ein. Auf der nordwestlichen Anhöhe befinden sich hier die Burgruine und das Herrenhaus Kincardine Castle. Dieser Bereich ist zugleich Teil des Naturschutzgebietes (SSSI) Kincardine Castle Wood.
Nun wird die Umgebung flach, nach Unterqueren der von Stirling nach Perth führenden Eisenbahnstrecke sowie der Fernstraße A9 liegt am linken Ufer die Ortschaft Auchterarder. Nach einem weiteren Kilometer fließt dem Ruthven Water beim Weiler Shinafoot von rechts der Pairney Burn zu. Nun wendet sich der Lauf des Flusses zunehmend in Richtung Norden, um etwa zwei Kilometer nach dem Dorf Aberuthven von rechts in den River Earn zu münden.
Der Ruthven Water hat eine Länge von 16 Kilometern, seine Gewässerkennzahl lautet 6806.